# Општина Петровац на Млави
Општина Петровац на Млави је општина у Браничевском округу у централној Србији. По подацима из 2004. општина заузима површину од 655 km² (од чега на пољопривредну површину отпада 48374 ha, а на шумску 12773 ha).
Седиште општине је град Петровац на Млави. Општина Петровац на Млави се састоји од 34 насеља. Према прелиминарним подацима са последњег пописа 2022. године у општини је живело 25.900 становника (према попису из 2011. било је 31.259 становника). По подацима из 2004. природни прираштај је износио -6,7‰, а број запослених у општини износи 6268 људи. У општини се налази 33 основних и 1 средња школа.

## Географија
Мрежа насеља је равномерно развијена са релативно уравнотеженом концентрацијом становништва, изузимајући планинске делове општине. У административном погледу општина Петровац припада Браничевском округу, а окружују је општине Жагубица, Кучево, Мало Црниће, Жабари, Свилајнац и Деспотовац. На овој територији се се одавно укрштали важни путеви који су водили према моравској долини и долином Млаве према Дунаву где се и сада налази на једном од најзначајнијих праваца у оквиру Подунавског региона који повезује Бор, Жагубицу и Петровац на једној са Пожаревцом и ауто-путем Београд-Ниш, на другој страни.
Град Петровац, највеће и једино градско насеље у оквиру општине, представља индустријски, трговачки, здравствени, културни, саобраћајни и административни центар. Град се налази у средишњем делу територије општине, лоциран непосредно на левој и десној обали реке Млаве и на раскрсници путева који повезују Пожаревац са Жагубицом, а Велику Плану, Жабаре и Свилајнац са Кучевом. У њему према попису из 2011. године живи 7447 становника.
Територија општине Петровац има развијену хидрографску мрежу (Млава, Бусур, Витовница, Шетоњска река) чије су воде доброг квалитета углавном сачуване од загађења. Изузетак представља део тока реке Млаве, низводно од града Петровца, где се услед директног, неконтролисаног испуштања индустријских отпадних вода налази у III класи квалитета. Изграђене су три мини акумулације Бусур, Кореница и Ждрело, чија је основна намена регулисање бујица и заштита од поплава.
На десетом километру од Петровца према Жагубици налази се бушотина из које извире термоминерална вода температуре 40 степен целзијусових која припада групи олигоминералних, сулфидних хомеотерми, због својих специфичних физичких и хемијских карактеристика вода се према налазима Института за физикалну медицину и рехабилитацију РС и завода за интерне болести „Др Властимир Годић“ из Београда, може користити у балнеотерапијске сврхе као допунско средство у лечењу хроничних обољења (реуматизам, псориаза, хронични акцем, последице траума и стања после прелома костију).

## Привреда
Општина Петровац је у читавом претходном вишедеценијском периоду имала статус недовољно развијених подручја, који су опредељивали неразвијена привредна структура, некомплетираност инфраструктурних и социјалних услова и неповољне демографске тенденције.
Обележја неразвијености проистичу превасходно из недовољно разуђене привредне структуре. Високо учешће у формирању друштвеног производа има примарни сектор, а знатно мањи секундарни и терцијални.
Расположиве материјалне фондове у привреди карактерише преовлађујући удео пољопривредних ресурса, претежно и мањи број изграђених привредних капацитета са флексибилним производним програмима и релативно добром тржишно перспективом. Они представљају солидни полазни ослонац општине, али се може рећи да у корелацији са осталим факторима и условима развоја привредна структура није задовољавајућа тј. нису у довољној мери искоришћене оптималне развојне могућности овог подручја. Последњих година уочљиви су позитивни импулси импулси који долазе из промена власничке структуре у којој се поред претежног индивидуалног пољопривредног сектора запажа пораст удела приватног предузетништва у осталим привредним сферама. Индустријализација је започета са великим закашњењем и спроведена је у скромној мери па је изграђен скроман број предузећа са сразмерно малим доприносом укупном развоју и учешћу у народном дохотку. Ипак, расположиви индустријски капацитети имају перспективне производне програме који су показали виталност и флексибилност у отежаним условима привређивања, те су чак и у време ратног стања радили непрекидно и ниједно предузеће није уведено у случајни поступак. Ради се о малим и средњим предузећима и технолошко интензивним делатностима које ангажују релативно мали број запослених, па се простор за додатно запошљавање може тражити у новим програмима. Поред индустрије у Општини је развијено и грађевинарство у чијем је саставу и производња грађевинског материјала.
Петровац је у Републици познат као општина која има велики број становника на привременом раду у иностранству који располажу инвестиционим потенцијалом. Због тога је малој привреди дат велики значај. У релативно кратком временском периоду приватним средствима остварен је велики број угоститељских и трговинских радњи, бензинских пумпи, а у последње време све су већа улагања у производне објекте: мини млекаре, прерада уљарица, погони металне, алуминијумске и дрвопрерађивачке прераде и столарије, пекаре, стругаре, погони за прераду меса, мини пиваре, погони за производњу воћних сокова.
Пољопривредне површине представљају највреднији природни потенцијал који пружа услове за разноврсну пољопривредну производњу. Заузимају 74,1% укупних површина, али је степен искоришћења скроман (30%) услед дугогодишњег смањивања сточног фонда и исељавања радно способног становништва. У наредном периоду у циљу ефикаснијег коришћења и даљег унапређења, неопходно је предузети бројне мере за унапређење земљишта. Основни задатак биће ефикасније коришћење пољопривредних ресурса, наводњавање и измена пољопривредне производње у корист производње сировина које се на лицу места или у другим погонима могу прерађивати пре свега развојем воћарске производње, проширивањем засада воћњака и повећањем њихових приноса, као и интензивнијим развојем сточарске производње и повећањем приноса са ливада и пашњака.
После пољопривреде и индустрије, трговина је трећа област по значају у општини. Остварени ниво услуга има тенденцију повећања. Снабдевеност становништва прехрамбеним и осталим потрошним добрима је задовољавајућа а мрежом малопродајних објеката покривена су сва насељена места.
Туристички потенцијали општине нису активирани, па је туристичко-угоститељска делатност задржала релативно ниско учешће у структури друштвеног производа. У својинској структури доминира приватни сектор чији се удео стално повећава. Иначе, сама општина располаже обиљем туристичких атракција међу којима је у првом реду нетакнута природа. Шуме у Подхомољу чекају туристе да их открију и посете, река Млава је једна од ретких река која је већим делом незагађена и представља прави рај за развој риболовног и ловног туризма. Хотел у Петровцу и мотел код манастира Горњак нуде смештај и чувене хомољске специјалитете. Нетакнута природа прави је изазов за љубитеље сеоског туризма и здраве хране.
Значајан економски потенцијал приватних предузетника био је предуслов за инвестирање у стамбено-пословне објекте у граду и појединим насељима. Општина подстиче развој мале привреде значајним пореским олакшицама, поједностављењем и убрзањем добијања дозвола за рад, давањем локација и земљишта на привремено и трајно коришћење.
Укупна обрасла шумска површина износи 13.259,45 хектара, те је степен шумовитости мањи од републичког просека. У друштвеном сектору се налази 24,5% шума чија је организација и управљање поверено ЈП „Србијашуме“ - Шумском газдинству „Северни Кучај“. Просечна дрвна маса се углавном користи као огревни материјал, а свега 30% као техничко дрво. Богатство шума је увећано шумским плодовима (лековито биље, печурке, семена лишћара) чије је досадашње коришћење било недовољно. Даљи развој овог ресурса обухватаће обимније радове на континуираној примени одговарајућих мера заштите, подизању, санацији и узгоју шума, као и повећању бројности и разноврсности дивљачи и унапређењу ловства.
На територији општине налазе се значајна лежишта угља, песка, шљунка и мање резерве грађевинског материјала. У млавско-петровачком басену налазе се значајне резерве лигнита и мрко-лигнитног угља. Најдебљи угљени слој је код Мелнице. У североисточном делу (Рановац, Кладурово) јавља се најстарији палеозоијски камени угаљ. На планинским теренима Хомоља откривене су одређене резерве кречњака пешчара који се користи као грађевински камен. Експлоатација црвеног пешчара и кречњака врши се на локалитету Ждрела. У наредном периоду неопходно је спровести додатна геолошка истраживања на локалитету Мелнице и урадити студију оправданости коришћења рудника, у циљу експлоатације мрко-лигнитског угља.
Инфраструктурна опремљеност подручја општине Петровац не задовољава у потпуности потребе привреде и становништва. Због недостатка средстава за одржавање и изградњу, саобраћајна и електроенергетска инфраструктура имају веома лоше техничко-експлоатационе карактеристике. Стање локалне путне мреже и технички ниво чак и модернизованих путева регионалне важности овог подручја релативно је низак због постојања веома лоших и деоница са потпуно пропалим коловозом или пак немодернизованих макадамских делова пута, на којима се саобраћај обавља веома отежано јер су читави путни правци деградирани и ван своје нормалне функције. Сви главни путни правци пролазе кроз подручје самог града што омета саобраћајне токове и угрожава виталне функције града.
У општини Петровац сва насеља су електрифицирана, али је због дугогодишњег недостатка средстава за одржавање, реконструкцију и развој електроенергетски систем у једном делу технички застарео те није у стању да у потпуности на поуздан и безбедан начин задовољи енергетске потребе привреде и становништва.
Стање ТТ комуникација је нешто боље, али није потпуно задовољавајуће. Више од 60% укупног броја прикључака лоцирано је на сеоском подручју тако да је у просторном смислу преко половине потреба за овим видом комуникација ипак задовољено. Остатак попуњава и присуство мобилне телефоније.
Од објеката водопривредне инфраструктуре извршена је регулација реке Млаве од Лесковца до Петровца, кроз сам град и од Рашанца до Дубочке. Долином Млаве од Петровца до Рашанца урађена је каналска мрежа за одводњавање. На истој мрежи изградњом пумпи и брана могућа је реализација система са наводњавање. За регулисање бујица и одбрану од поплава служе 3 мини акумулације. Поједини делови општине изложени су процесу ерозије, нарочито нагиби без биљног покривача у горњем току реке Млаве и њених притока, као и вртаче у брдским областима.
Основни проблеми из области комуналне инфраструктуре са којима је суочена општина су питање водоснабдевања и депоновања отпада.
Градски водовод изграђен 1973. године снабдева се водом из карстног извора у селу Шетоње, а у току су радови на новом изворишту у рејону Малог Лаола. У водоснабдевању су присутни одређени проблеми јер потребе превазилазе капацитет водовода, а није изграђено ни постројење за прераду воде. Изграђени сеоски водоводи постоје у Ждрелу, Бистрици, Стамници, Мелници, Везичеву и делу Витовнице, а граде се тренутно у Великом Поповцу и Ћовдину.
Град Петровац има изграђену примарну и секундарну канализациону мрежу дужине 15 километара којом је обухваћено око 80% домаћинстава. Отпадне воде се изливају у Млаву и загађују је. Започета је изградња постројења за пречишћавање отпадних вода и до сада је изграђено само постројење за механичко пречишћавање. Наставак реализације ове инвестиције зависи од обезбеђења финансијских средстава. Канализациона мрежа не постоји у сеоским насељима и ни у једном насељу нису испитиване техничке могућности за њену изградњу.
Градска депонија лоцирана је поред пута Петровац-Добрње, ван града на површини од око 70 ари и намењена је за одлагање смећа из домаћинства. На њој више нема простора за депоновање отпада, па је нужно обезбедити земљиште за проширење, За припрему земљишта и нове парцеле, као и за санирање и рекултивација постојеће потребна су знатна материјална средства што је уједно и највећи проблем.
У Петровцу ради топлана капацитета 60.000 m² животних простора, али је сада у функцији 2/3 капацитета што би у наредном периоду требало у потпуности искористити.
У граду постоје зелена и сточна пијаца. На удаљености од 2-3 километра налазе се 2 гробља сеоског типа без капеле, а урађен је урбанистички пројекат за изградњу новог гробља на новој локацији и започети су радови на изградњи капеле у самом Петровцу. У граду је уређен парк на око 5 хектара и обала Млаве са уређеним кејом на левој обали Млаве између 2 велика моста и шеталиштем на десној обали од пешачког до Жабараског моста. Изграђен је паркинг а бројне улице су пресвучене асфалтом.
КЈП „Извор“ се стара о водоснабдевању, одржавању градске чистоће, одношењу отпада, обнови и одржавању паркова и зеленила.

## Школство
У општини Петровац на Млави мрежу школских установа чини 8 осмогодишњих матичних школа које су лоциране у Петровцу и селима Шетоње, Велико Лаоле, Буровац, Мелница, Рашанац, Рановац и Орешковица са 25 подручних одељења и Средња школа Младост - Гимназија општег смера са одељењима Трговачке и Економске школе. 
У општини постоји једна предшколска установа-Дечји вртић „Галеб“ који спроводи заштиту деце од 18 месеци до предшкоског узраста, са 8 истурених одељења.

## Култура
Носилац културно-уметничких активности је Културно-просветни центар у Петровцу на Млави. Културне манифестације се организују у згради Гимназије и Дому културе. Културно-уметничке активности се у сеоским насељима организују преко домова културе. Некада је у граду радио и биоскоп „Дело“.
Петровац на Млави има Народну библиотеку „Ђура Јакшић“ и Завичајни музеј са археолошким одељењем, одељењем за историју уметности и одељењем за етнологију.
Значајније културне манифестације су: Такмичење села, републичка манифестација која се одржава од 1961. године. Захваљујући овој манифестацији сачувано је непроцењиво благо народног стваралаштва, оригиналан фолклор, изворна музика и етнолошка баштина; Међународни фестивал дечјег народног стваралаштва „Крени коло“ у Ћовдину који се организује од 1993. године и окупља фолклорне групе дечјег узраста; Републичка смотра дечјег ликовног стваралаштва „Делис“; Међународна смотра глумачких остварења „Гулини дани“; Међународни конкурс поезије „Ћирилица слово српског лица“; Конкурс поезије „Родољубље огледало српске душе“ у организацији Месне заједнице Велики Поповац.
Постоји и Удружење ликовних уметника Петровац (УЛУП) које ликовне ствараоца са територије општине, а делује и Клуб књижевника „Орфеј са Млаве“, са седиштем у селу Каменову.
У Петровцу живи велики број књижевника од којих су шесторица чланови Удружења књижевника Србије (УКС). Међу њима је најпознатији професор књижевности Мирољуб Милановић, аутор неколико књига прозе и књиге Пола века ћутања за коју је добио престижну књижевну награду Госпођин вир Центра за културу Пожаревац.
У оквиру Културно-просветног центра ради и Позориште, основано 1908. године, које од 1950. године носи назив Позориште Бата Булић по Драгољубу Бати Булићу, правнику и револуционару, који је између два рата дао велики допринос раду позоришта.

## Информисање
У општини ради: Радио-телевизија „Млава-медија“ са сопственим радио и ТВ програмом, Радио-телевизија „Руф“ која програм емитује и преко интернета, Радио Петровац, као и више радио-станица у селима.

## Здравствена и социјална заштита
Здравствену заштиту организује и спроводи Здравствени центар Петровац, у чијем саставу раде Дом здравља и болница општег типа. У насељима Буровац, Велики Поповац, Манастирица, Мелница, Рашанац и Бистрица су лоциране здравствене амбуланте, а у Великом Лаолу, Рановцу и Шетоњу здравствене станице.
Социјалну заштиту организује и спроводи Центар за социјални за општине Петровац на Млави и Жагубица.

## Спорт
У општини Петровац физичка култура је изузетно развијена. Најзаступљенији је фудбал. Већина насеља има фудбалске клубове. ФК „Слога“ из Петровца се такмичи у српској лиги. У Петровцу постоји фудбалски стадион капацитета 2500 гледалаца, отворени стадион малих спортова у оквиру Гимназије и спортска хала капацитета 1.500 седишта која носи име Драгутин Томашевић, по маратонцу и једном од првих српских олимпијаца. У граду постоји 3 рукометна клуба и то 1 мушки (Слога) и 2 женска (ЖРК Слога и ЖОРК), кошаркашки клуб (КК Слога), шаховски клуб, боди билдинг клуб и Клуб борилачких вештина Петровац.

## Насеља
Општина Петровац на Млави обухвата 34 насеља од којих је само Петровац на Млави градско. Насеља са преко хиљаду становника су Петровац на Млави, Велико Лаоле, Рановац и Шетоње. На попису из 2022. забележен је пад броја становника у свим насељима осим у Бошњаку и Везичеву.
| Насеље                    | Број становника | Број становника | Промена (%) |
| Насеље                    | Попис 2011.     | Попис 2022.     | Промена (%) |
| ------------------------- | --------------- | --------------- | ----------- |
| Бистрица                  | 704             | 586             | -16,76%     |
| Бошњак                    | 341             | 451             | +32,26%     |
| Буровац                   | 731             | 644             | -11,90%     |
| Бусур                     | 1.025           | 815             | -20,49%     |
| Везичево                  | 368             | 482             | +30,98%     |
| Велики Поповац            | 1.169           | 956             | -18,22%     |
| Велико Лаоле              | 1.735           | 1.421           | -18,10%     |
| Витовница                 | 246             | 137             | -44,31%     |
| Вошановац                 | 378             | 323             | -14,55%     |
| Добрње                    | 537             | 447             | -16,76%     |
| Дубочка                   | 482             | 379             | -21,37%     |
| Ждрело                    | 618             | 511             | -17,31%     |
| Забрђе                    | 647             | 548             | -15,30%     |
| Каменово                  | 914             | 697             | -23,74%     |
| Кладурово                 | 469             | 317             | -32,41%     |
| Кнежица                   | 646             | 539             | -16,56%     |
| Крвије                    | 589             | 350             | -40,58%     |
| Лесковац                  | 359             | 254             | -29,25%     |
| Лопушник                  | 396             | 327             | -17,42%     |
| Мало Лаоле                | 571             | 520             | -8,93%      |
| Манастирица               | 689             | 499             | -27,58%     |
| Мелница                   | 799             | 630             | -21,15%     |
| Орешковица                | 771             | 599             | -22,31%     |
| Орљево                    | 208             | 153             | -26,44%     |
| Панково                   | 370             | 258             | -30,27%     |
| Петровац на Млави         | 7.447           | 6.958           | -6,57%      |
| Рановац                   | 1.559           | 1.167           | -25,14%     |
| Рашанац                   | 661             | 450             | -31,92%     |
| Стамница                  | 1.274           | 947             | -25,67%     |
| Старчево                  | 434             | 331             | -23,73%     |
| Табановац                 | 1.027           | 736             | -28,33%     |
| Трновче                   | 616             | 568             | -7,79%      |
| Ћовдин                    | 1.074           | 740             | -31,10%     |
| Шетоње                    | 1.405           | 1.160           | -17,44%     |
| Општина Петровац на Млави | 31.259          | 25.900          | -17,14%     |

## Месне заједнице
На територији постоје 35 месних заједница:
| - Бистрица - Бошњак - Буровац - Бусур - Везичево - Велики Поповац - Велико Лаоле - Витовница - Вошановац - Добрње - Дубочка - Ждрело - Забрђе - Каменово - Кладурово - Кнежица - Крвије - Лесковац | - Лопушник - Мало Лаоле - Манастирица - Мелница - Орешковица - Орљево - Панково - Петровац на Млави - Рановац - Рашанац - Стамница - Стамничка Река - Старчево - Табановац - Трновче - Ћовдин - Шетоње |